# Иниго Ортис де Ретес
Иниго Ортис де Ретес (на испански: Yñigo Ortiz de Retez) е испански мореплавател и пътешественик-изследовател.

## Експедиционна дейност (1545)
През май 1545 г., на кораба „Сан Хуан“, Ретес предприема плаване от Молукските о-ви на изток към Мексико с цел докарване на подкрепления за останалите на Филипините испанци от експедицията на Руй Лопес де Вилялобос.
В средата на юни пресича дълбоко врязващият се в сушата залив Гелвинк (Сарера Басин), където открива о-вите Схаутен (1°00′ ю. ш. 135°40′ и. д. / 1° ю. ш. 135.666667° и. д., в т.ч. Биак, Супиори и Нумфор). Ретес решава, че обитателите на тези земи много напомнят на жителите на далечната Гвинея и нарича тази огромна суша (той няма представа, остров ли е това или част от неизвестен континент) Нова Гвинея. Продължава на изток-югоизток и открива около 1400 км от северното крайбрежие на гигантския остров между 138° и 145° и.д. Оттам Ретес повежда корабът си на север и на 18 август 1545 г. открива няколко от Западните о-ви (1°30′ ю. ш. 144°19′ и. д. / 1.5° ю. ш. 144.316667° и. д.) – Ауа, Вувулу, о-вите Ниниго (Л`Ешике, 1°16′ ю. ш. 144°15′ и. д. / 1.266667° ю. ш. 144.25° и. д.) и о-вите Хермит (19 август, 250 км2, 1°31′ ю. ш. 145°04′ и. д. / 1.516667° ю. ш. 145.066667° и. д.). Поради невъзможността да продължи на изток заради силните ветрове Ретес е принуден да се върне отново на Молукските о-ви.